# Centre interdiocésain du patrimoine et des arts religieux
Le Centre Interdiocésain du Patrimoine et des Arts Religieux [CIPAR], est une association créée par les quatre diocèses catholiques francophones de Belgique (Région wallonne) - Brabant wallon, Tournai, Namur, Liège - en vue de coordonner leurs efforts en matière de protection,  conservation et valorisation du patrimoine religieux de Wallonie. LE CIPAR a son siège à Namur.
Les associations diocésaines du Brabant wallon et des diocèses de Liège, Namur et Tournai s’unissent en décembre 2017 pour coordonner leurs efforts dans le domaine du patrimoine et des arts religieux. C’est la naissance de l’association CIPAR. Elle est établie à Namur.

## Objectifs
Le CIPAR organise des campagnes de sensibilisation à l’art et au patrimoine religieux de Wallonie. Établissant d’abord un inventaire aussi complet que possible des ‘trésors’ religieux et artistiques se trouvant dans des églises ou chapelles, dont certains sont à peine connus du public. Assurant ensuite leur sécurisation et conservation, et enfin formant les acteurs ecclésiaux (fabriciens, agents pastoraux, prêtres desservant, etc.) à la valeur artistique et à l’importance pastorale et historique du patrimoine religieux sous leur responsabilité, afin de leur assurer une meilleure protection. 
- inventorier: le CIPAR encadre les fabriciens d’église dans leur obligation de mettre à jour l’inventaire de leur patrimoine mobilier. Travaillant en collaboration avec l’IRPA il encourage à actualiser la base de données existante. L’inventaire complet (informatisé) du mobilier est indispensable à une bonne gestion du patrimoine.
- sécuriser: le CIPAR propose aux responsables des églises et chapelles des méthodes pour une meilleure sécurisation des lieux de culte. Il émet des recommandations pratiques en la matière dans ses différents aspects : vandalisme, effractions, vols mais aussi catastrophes naturelles (incendies, inondations).
- conserver: le CIPAR conseille les responsables paroissiaux sur la bonne conservation des objets de culte et autres objets d’art : conservation de préférence ‘in situ’ et valoriser ainsi autant que possible la dimension pastorale et spirituelle de ces objets (en particulier les tableaux). Des manuels et guides de ‘bonne pratique’ sont publiés à leur intention dans différents domaines de l’art religieux : textile, orfèvrerie, statuaire, peinture.
- former: Dans une perspective à plus long terme le CIPAR organise des journées et cycles de formation à l’intention des fabriciens et autres responsables paroissiaux (ou encore à tout amateur de patrimoine religieux) : aspects pratiques de conservation et compréhension et histoire de l'art chrétien.

## Siège (adresse)
- CIPAR ASBL, rue de l'Évêché 1, 5000 Namur (Belgique)